# コムスコープ
コムスコープ（CommScope,Inc)は、通信インフラ向けに製品及びソリューションを提供する世界でも有数の大企業。移動体通信事業者向けには基地局アンテナや同軸ケーブルなどのインフラ向け製品をワンストップで提供。エンタープライズ/データセンター向けには光ファイバーケーブル、LANケーブルや関連ソリューションを、また、ケーブルテレビ事業者向けにはHFC（Hybrid fiber-coaxial）製品等を提供する。
2007年には、モバイル事業者向けに基地局用のアンテナやRFケーブルを提供する業界最大手企業のアンドリュー･コーポレーション (Andrew Corporation) を買収。2015年には、TEコネクティビティ（NYSE：TEL）のテレコム事業、エンタープライズ事業、ワイヤレス事業を約30億ドルで買収することに同意。
2014年の売上は$3.8 billion (平均レート 105.8円/$として4,020億円以上）、世界100カ国以上に製品を出荷し、世界各地に20を超える工場をもつ。従業員数は11,000人以上。
本社は、アメリカ合衆国ノースカロライナ州ヒッコリー。

## 沿革
1976 年の創業以来、米国ノースカロライナ州のヒッコリーに拠点を置くコムスコープは、2011年1月の THE CARLYLE GROUP による買収で非公開会社となった。
2013年10月には株式を再度公開、上場企業として復帰し、現在はNASDAQで「COMM」として取引されている。
1997 年に General Instrument からスピンオフ後、2011年1月までは、コムスコープはニューヨーク証券取引所の上場企業として CTV のティッカーシンボルで取引されていた。
2004年1月、コムスコープは Avaya のコネクティビティソリューション事業を買収。テキサス州リチャードソンの事業部門別本社 / SYSTIMAX研究所とネブラスカ州オマハおよびアイルランドのブレイの製造拠点が加わったことにより、同社の規模は 2 倍となった。
2007年12月、コムスコープは無線通信事業者向け製品を取り扱うアンドリュー･コーポレーションを買収。当事業では、基地局向けアンテナ、RFケーブルおよびコネクタ、増幅器、リピーター、送受信機、基地局監視ソフトや現場トレーニングを含む、一連のワイヤレス接続製品とシステムを扱っている。
2011年、コムスコープは帯域幅ソリューションの提供を強化する目的で、カナダ、モントリオールの LiquidxStream Systems およびオーストラリア、シドニーの Argus Technologies の 2 社を買収。
LiquidxStream は高密度ユニバーサルエッジ QAM（直角位相振幅変調）システムのリーダーであり、電力、ケーブル、ラックスペースおよび冷却の必要量を大幅に低減することにより、ケーブル事業者が資本経費や運営費用を削減するためのソリューションを有している。
また、無線通信向けの革新的なアンテナ大手メーカーである Argus社の買収により、コムスコープのアンテナソリューションポートフォリオの拡大、研究開発能力の向上、グローバルマーケットでのプレゼンスを強化した。
2013年3月、コムスコープはオープンなエンタープライズクラスのデータセンターインフラストラクチャー管理における世界的リーダー、iTRACS コーポレーションを買収。この買収により、コムスコープはインフラストラクチャー管理における地位を強化し、総合的で、自動化されたオープンなインフラストラクチャー管理プラットフォームを提供可能となった。
2013年7月、コムスコープは LED 照明ソリューションおよびデータセンターとビル向けの統合センサーネットワーク分野をリードするRedwood Systems を買収。この買収は、インテリジェントなビルディング・インフラストラクチャー・ソリューションにおけるコムスコープの地位を強化、同社は業界でも極めて総合的な自動化されたインフラストラクチャー管理プラットフォームを提供可能となった。

## 参照ページ
- CommScope Inc.,
- Yahoo Finance
- REUTERS Company profile